# Air Payang
Air Payang is een bestuurslaag in het regentschap Natuna van de provincie Riouwarchipel, Indonesië. Air Payang telt 1023 inwoners (volkstelling 2010).